# 古賀あかね
古賀 あかね（こが あかね、1994年8月15日 - ）は、埼玉県出身のタレント、モデル。

## 人物・経歴
身長170cm。血液型O型。趣味はミュージカル鑑賞、釣り。特技はものまね。
2014年にプラチナムプロダクションに入所しタレント・モデル活動を開始。
2015年、ミス・アース・ジャパンで第3位となる「ミス・ウォータージャパン」を受賞。

## 出演作品

### テレビ
- GTO（2012年、フジテレビ）
- 999人美女（2014年、TOKYO MX）
- 痛快TV スカッとジャパン（2014年、フジテレビ）
- マツコの知らない世界（TBS）
- 所さんの目がテン!（日本テレビ）
- 志村&鶴瓶のあぶない交遊録（2015年、テレビ朝日）
- ゴッドタン 〜The God Tongue 神の舌〜（2015年、テレビ東京）
- 恋んトス シーズン2（2015年、TBS）
- 怪盗山猫（2016年、日本テレビ）

### ネット配信
- バチェラー・ジャパン シーズン1（Amazonプライム・ビデオ）

### 映画
- 闇金ウシジマくん（2016年）
- あやしい彼女（2016年）
- 新宿スワンⅡ（2017年）

### CM
- よみうりランド

### 雑誌
- カススク125（造形社） - 表紙[1]

### モデル
- Roomy’s WEB STORE
- PEACH JOHN 展示会モデル[1]
- Ravijour Webモデル[1]
- Ravijour 展示会モデル[1]
- 神戸コレクション
- 東京ランウェイ
- 三愛水着ファッションショー
- GirlsAward 2016 A/W（2016年）